# Lycaena nadira
Lycaena nadira är en fjärilsart som beskrevs av Moore 1884. Lycaena nadira ingår i släktet Lycaena och familjen juvelvingar. Inga underarter finns listade i Catalogue of Life.